# 西塩釜駅

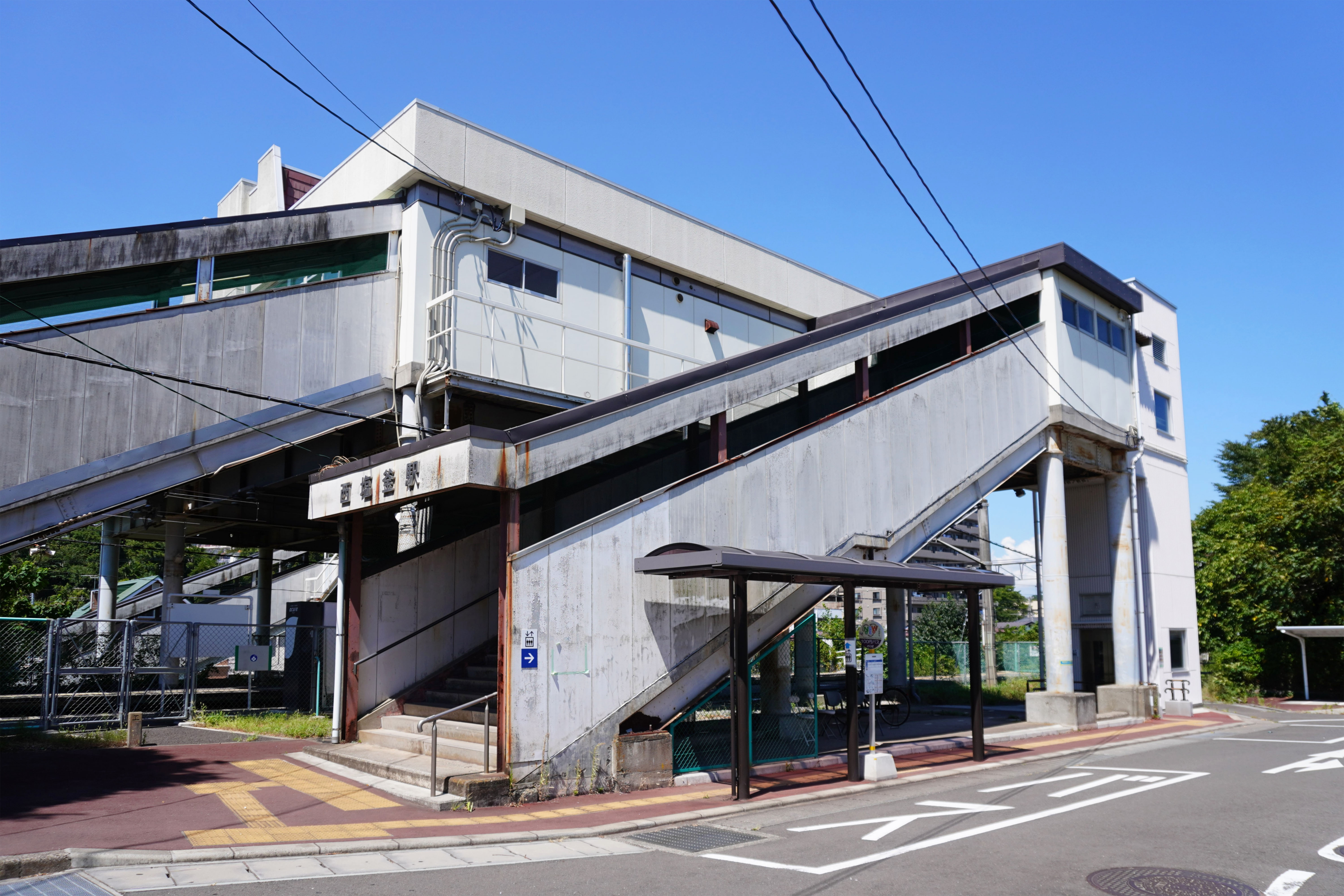
東口（2023年8月）

西塩釜駅（にししおがまえき）は、宮城県塩竈市錦町にある、東日本旅客鉄道（JR東日本）仙石線の駅である。

## 歴史
- 1925年（大正14年）6月5日：宮城電気鉄道の西塩釜駅として開業[3]。
- 1944年（昭和19年）5月1日：宮城電気鉄道の国有化により[3]、運輸通信省の駅となる。西塩竈駅に改称[3]。
- 1963年（昭和38年）5月25日：西塩釜駅に改称[3]。
- 1970年（昭和45年）9月1日：自動券売機を設置[4]。
- 1981年（昭和56年）11月1日：高架複線化で当駅折返しの電車がなくなる、同時に駅舎橋上化。
- 1987年（昭和62年）4月1日：国鉄分割民営化により、東日本旅客鉄道（JR東日本）の駅となる[3]。
- 2003年（平成15年）
  - 1月30日：自動改札を導入。
  - 10月26日：ICカード「Suica」の利用が可能となる[5]。
- 2005年（平成17年）3月1日：朝ラッシュ時のみの社員配置となり、出札窓口廃止。
- 2008年（平成20年）3月15日：朝ラッシュ時の業務が東北総合サービスへ委託。
- 2020年（令和2年）12月1日：終日係員不在となる。
- 2023年（令和5年）12月12日：簡易Suica改札機に変更。自動改札機を撤去。
- 2024年（令和6年）10月1日：えきねっとQチケのサービスを開始[1][6]。

## 駅構造
相対式ホーム2面2線を有する地上駅で、橋上駅舎を備えている。
橋上化するまでは1番線側に駅舎があり、2番線へは構内踏切を渡る構造だった。また、駅舎と駅前の間には塩釜線（1997年〈平成9年〉廃止）が通っており、踏切を渡って階段を登り駅舎に入る構造であった（駅舎全景写真右手を参照）。塩釜線路跡など、写真の封鎖されていた部分は現在はジョギングコース（塩竈市内の観光案内パンフレットより）となっている。
多賀城駅管理の無人駅である。2020年（令和2年）11月30日までは朝ラッシュ時のみ係員が配置（JR東日本東北総合サービス委託、小鶴新田駅から派遣）され、有人時間帯も窓口での出札は行わず改札業務のみ行っていた。自動券売機と簡易Suica改札機が設置されている。かつてはJR東日本の無人駅としては珍しく、自動改札機が設置されていた。
1981年（昭和56年）11月1日までは当駅までが複線だった。それまでは列車容量の関係で当駅および本塩釜駅で折り返していたが、東塩釜駅まで高架複線が延長されたのに伴い、東塩釜駅折り返しに統一された。
高架複線化までの西塩釜 - 本塩釜は単線で、簡易な鉄橋をガタガタ音を立てて渡る姿が見られた。その鉄橋の下には居酒屋やスナックが軒を連ねていた。

### のりば
| 番線 | 路線    | 方向 | 行先               |
| ---- | ------- | ---- | ------------------ |
| 1    | ■仙石線 | 下り | 松島海岸・石巻方面 |
| 2    | ■仙石線 | 上り | 多賀城・仙台方面   |

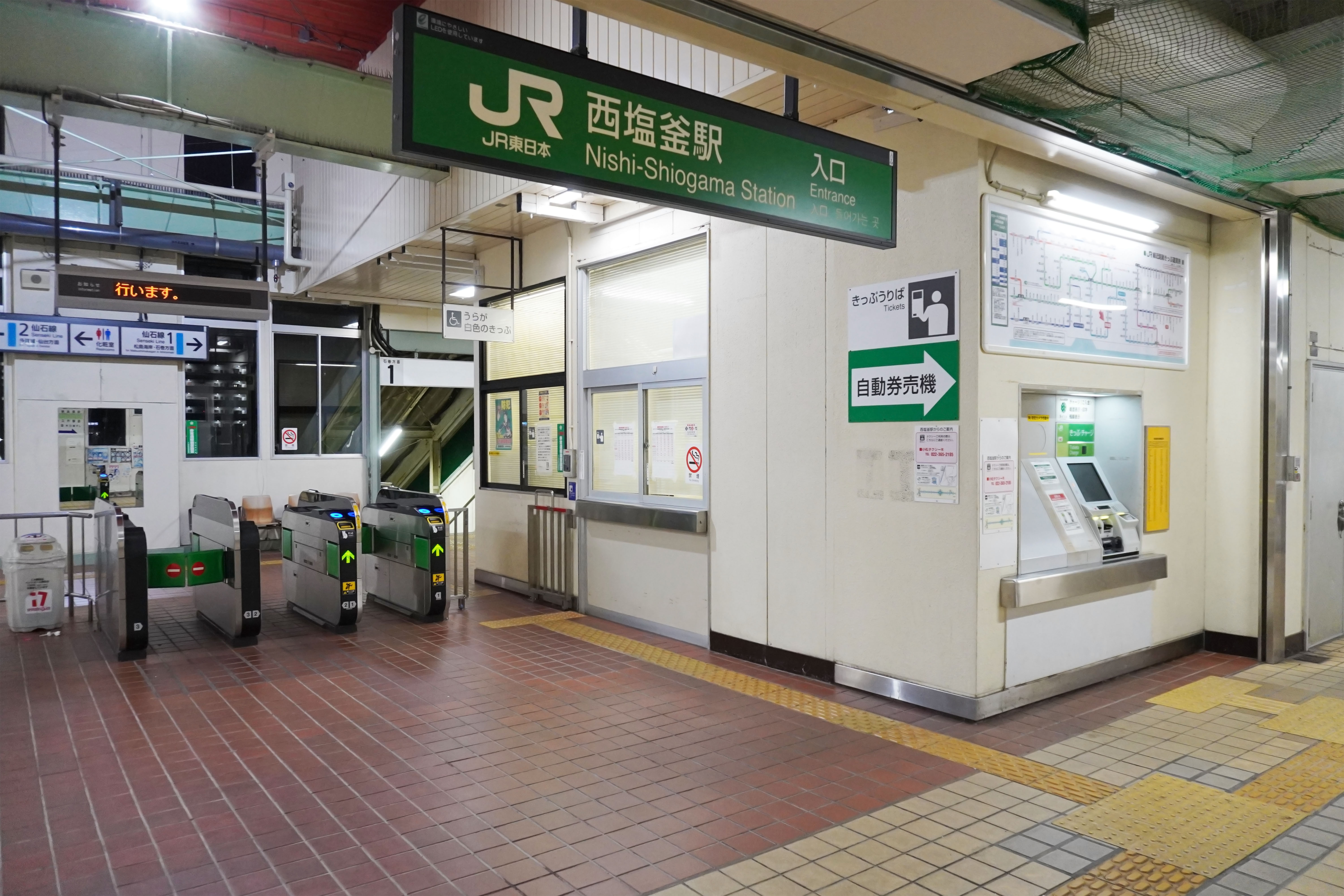
改札口（2023年8月）
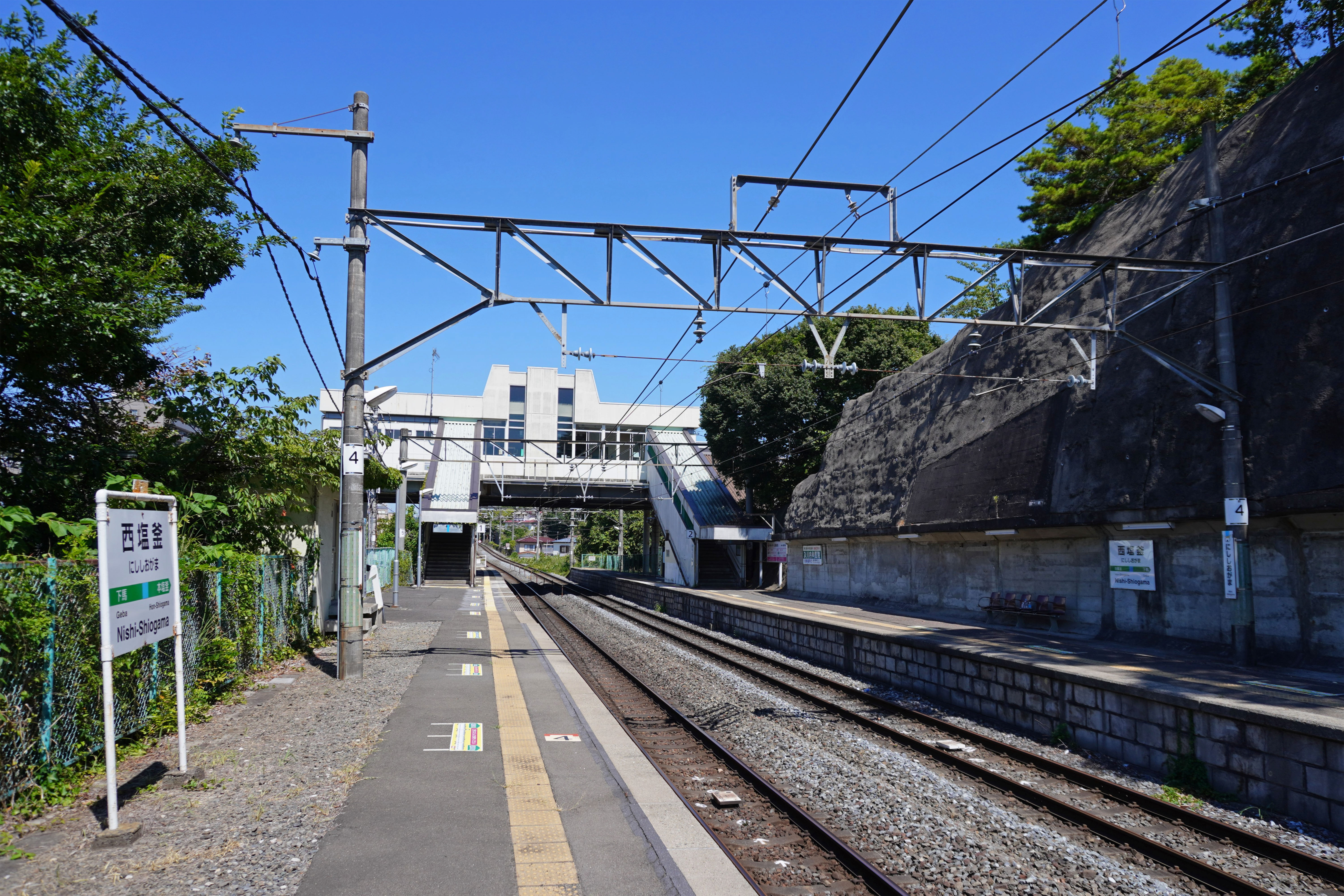
ホーム（2023年8月）

## 利用状況
JR東日本および塩竃市統計書によると、2000年度（平成12年度）- 2005年度（平成17年度）の1日平均乗車人員の推移は以下のとおりであった。
| 乗車人員推移       | 乗車人員推移     | 乗車人員推移 |
| 年度               | 1日平均 乗車人員 | 出典         |
| ------------------ | ---------------- | ------------ |
| 2000年（平成12年） | 1,120            | [ 8 ] [ 9 ]  |
| 2001年（平成13年） | 1,061            | [ 9 ] [ 10 ] |
| 2002年（平成14年） | 1,005            | [ 9 ] [ 11 ] |
| 2003年（平成15年） | 983              | [ 9 ] [ 12 ] |
| 2004年（平成16年） | 964              | [ 9 ]        |
| 2005年（平成17年） | 991              | [ 9 ]        |

## 駅周辺
- JR東北本線 塩釜駅
- 塩竈市役所
- 塩釜佐浦町郵便局
- 塩釜花立郵便局
- 宮城県塩釜高等学校
- 塩竈市立病院
- 願成寺
- 日本基督教団塩釜東教会
- 塩釜市立第一小学校
- 塩竈市杉村惇美術館
- スマイルホテル塩釜

## 隣の駅
東日本旅客鉄道（JR東日本）
■仙石線
下馬駅 - 西塩釜駅 - 本塩釜駅